# Labecký rybník
Labecký rybník o rozloze vodní plochy 0,66 ha se nalézá na severním okraji obce Labětín v okrese Pardubice. Rybník je spolu s rybníky Přehrada, Tišina, Houšovec a Pastouška pozůstatkem starého ramene řeky Labe vzniklého po provedení regulace Labe v 20. letech 20. století. V letech 2010 - 2011 byla provedena jejich revitalizace a odbahnění. Rybník je využíván pro chov ryb.

## Galerie

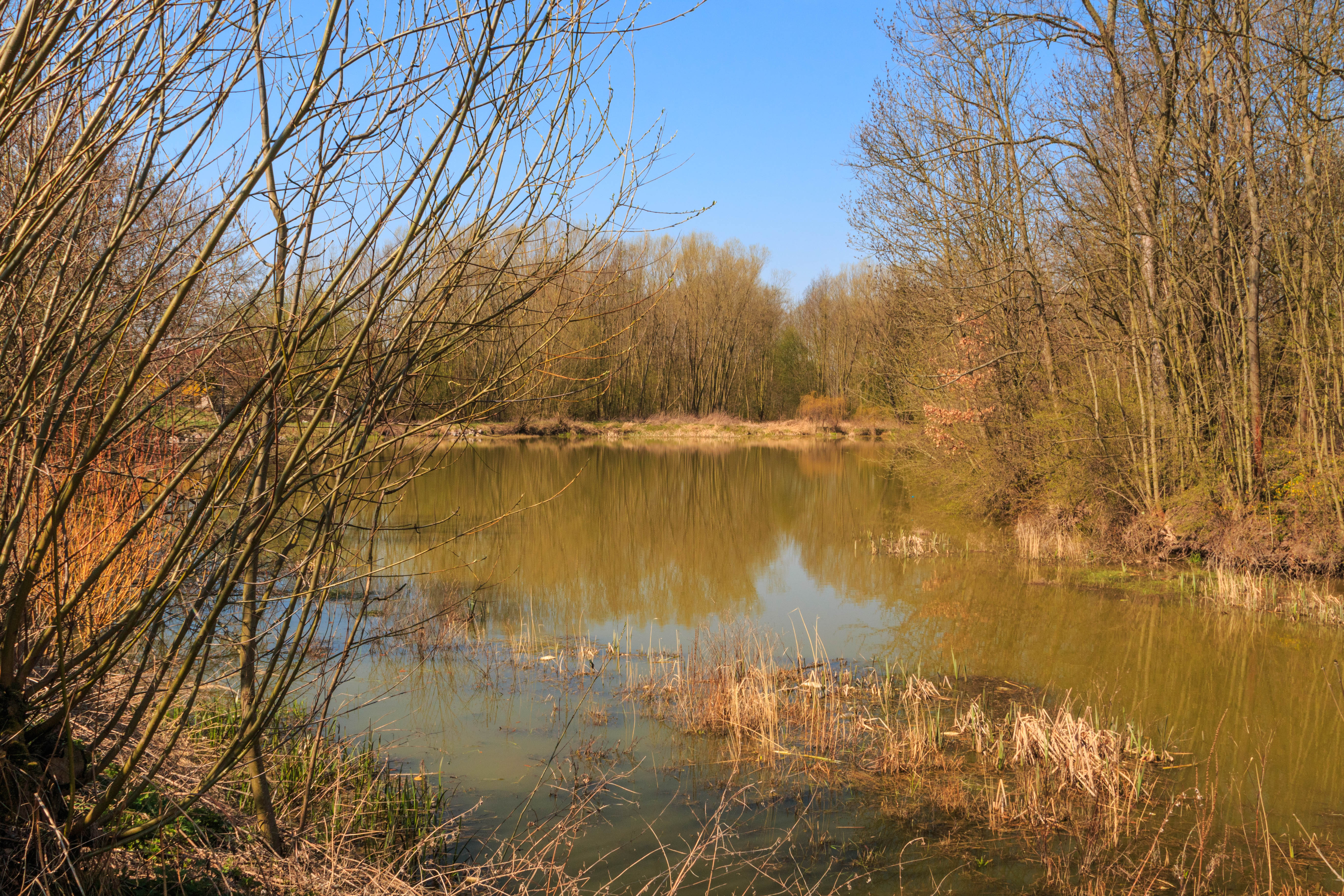
pohled na Labecký rybník
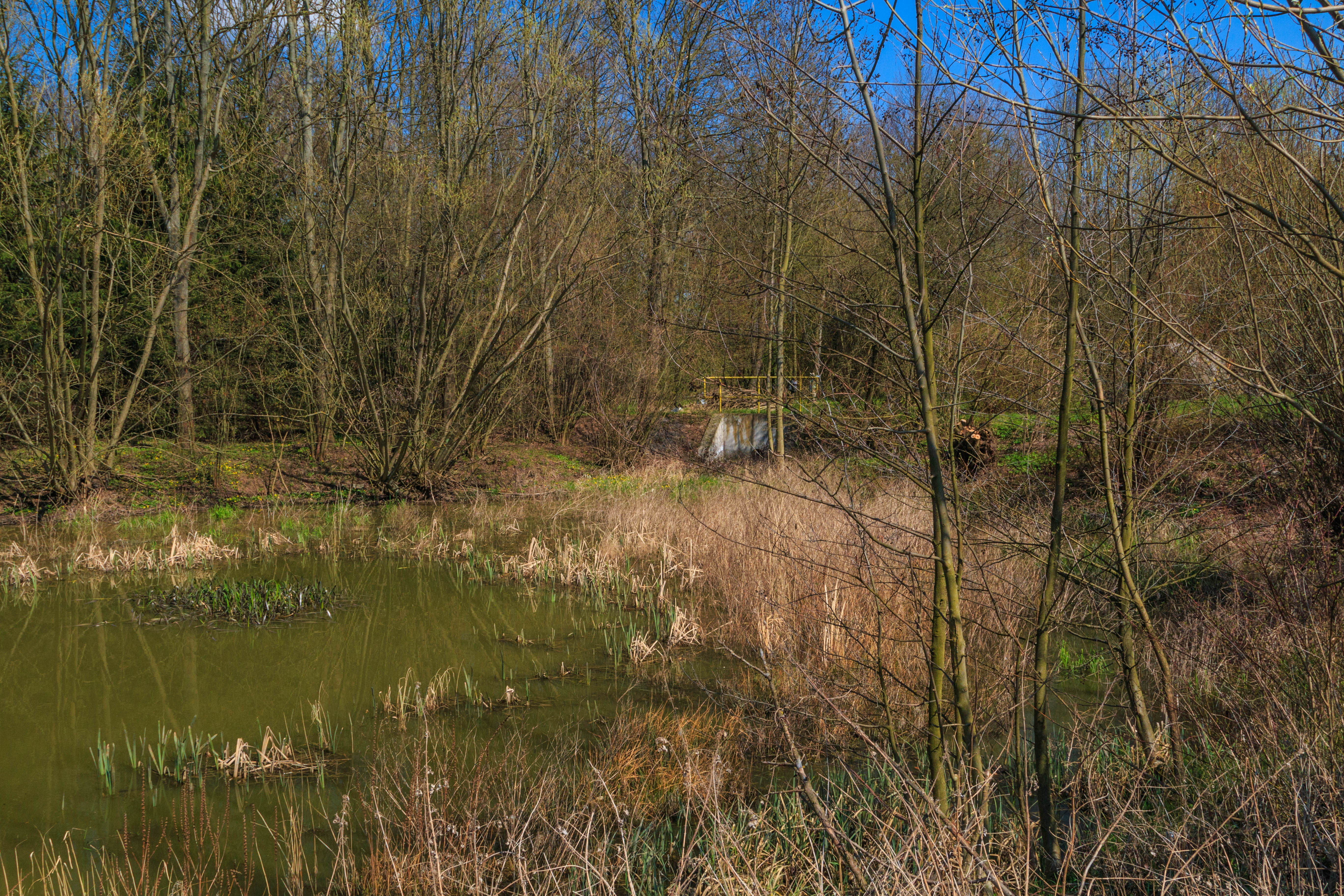
pohled na Labecký rybník